# بیمارستان ایرانیان دبی
بیمارستان ایرانیان در دبی در جاده الوصل در جمیرا واقع شده است. این بیمارستان در 14 آوریل 1972 افتتاح شد و توسط جمعیت هلال احمر ایران و وابسته به آن ساخته شده است.  بیمارستان ایرانیان قدیمی ترین ارائه دهنده خدمات بهداشتی درمانی در دبی است که اکثر کادر پزشکی آن را جامعه ایرانیان امارات تشکیل می دهد. این یک بیمارستان خصوصی است و تحت اداره بهداشت دبی (DHA) قرار دارد.
ساختمان بیمارستان دارای نمای بیرونی از کاشی کاری آبی با الهام از معماری ایرانی است که شبیه به مسجد ایرانی واقع در آن سوی جاده است. کنسولگری ایران نیز در نزدیکی آن واقع شده است.